# 真昼の死闘
『真昼の死闘』（まひるのしとう、原題：Two Mules for Sister Sara）は、ドン・シーゲル監督、1970年公開のアメリカ合衆国・メキシコ合作の映画。主演はシャーリー・マクレーンとクリント・イーストウッド。ハリウッドで製作された西部劇であるが、フランス第二帝政によるメキシコ出兵時代（1861年 - 1867年）を舞台とし、西部劇よりはマカロニ・ウェスタンの色合いを感じさせる作品である。
シーゲルとイーストウッドは公開後に『白い肌の異常な夜』『ダーティハリー』など5つの作品でコンビを組み、師弟関係ともいえる間柄となる。

## あらすじ
流れ者のホーガンは、三人組の男に襲われていた尼僧のサラを成り行きで助ける。ホーガンは、付近を通りかかったフランス軍にサラを預けようとするが、彼女は革命派の一員として活動してフランス軍に追われていたため、ホーガンは身を隠してフランス軍をやり過ごす。ゲリラとともにフランス軍の駐屯地から金品を奪う計画を立てていたホーガンは、サラが駐屯地近くの教会の尼僧だと知り、彼女を連れてゲリラのアジトに向かう。二人は近くの集落でフランス軍がいることを知り、サラが情報収集のためにフランス軍と接触するが、そこで危篤状態の大佐の最期を看取るように頼まれる。しかし、その大佐はサラと面識がある人物だったため、彼女は大佐が死んだ後に慌ててその場を逃げ出した。
弾薬を積んだフランス軍の列車が進行していることを知った二人は、先回りして鉄橋を爆破しようとするが、途中でインディアンに襲われたホーガンが負傷する。襲ってきたインディアンはキリスト教を信仰していたため、サラは自らを楯にしてホーガンの命を救い、彼に指示されて傷の手当てを行う。手当てを終えた二人は鉄橋に到着し、ダイナマイトで鉄橋を列車ごと爆破しようとする。負傷したホーガンは、代わりに鉄橋に登ってダイナマイトを設置するようにサラに頼むが、彼女が拒否したため問答となるが、渋る彼女に強引に鉄橋を登らせてダイナマイトを設置させる。二人は列車ごと鉄橋を爆破することに成功し、岩山に潜伏するゲリラのベルトラン大佐と合流する。ホーガンは、サラから「パリ祭の日には駐屯地の警備が手薄になる」という情報を聞き、その日に駐屯地を襲撃しようと提案し、サラの持つ金品を元にダイナマイトを集める。
ホーガンたちは駐屯地に到着するが、列車を爆破された影響で警備は厳重になっており、ベルトランは攻撃を中止しようとする。サラは、駐屯地に通じる地下道がある建物にホーガンたちを案内するが、そこは売春宿となっており、サラは尼僧ではなく売春宿で働く娼婦であることが判明する。ホーガンたちは地下道を通って駐屯地の地下牢に到着するが、地上への出口は施錠されており浸入できず、サラは「自分をフランス軍に引き渡して地下牢に入れさせる」と提案し、ホーガンがその役目を引き受ける。ホーガンはサラを連れて駐屯地に向かい、手配犯のサラを捕まえたことでルクレール将軍から歓待を受ける。やがて、駐屯地に仕掛けた爆弾が爆発し、ホーガンはルクレールを射殺して金庫を奪い、ベルトランたちはフランス軍に攻撃を仕掛けて駐屯地を占領する。金庫を手に入れたホーガンは、互いに惹かれ合っていたサラを連れて旅立つ。

## キャスト
| 役名                 | 俳優                     | 日本語吹替                                              | 日本語吹替                                               |
| 役名                 | 俳優                     | NET版                                                   | 東京12ch版                                               |
| -------------------- | ------------------------ | ------------------------------------------------------- | -------------------------------------------------------- |
| ホーガン             | クリント・イーストウッド | 山田康雄                                                | 樋浦勉                                                   |
| サラ                 | シャーリー・マクレーン   | 寺島伸枝                                                | 鈴木弘子                                                 |
| ベルトラン           | マノロ・ファブレガス     | 小林清志                                                | 湯浅実                                                   |
| ルクレール           | アルベルト・モリン       | 高塔正康                                                | 緑川稔                                                   |
| 三人組の男           | エンリケ・ルセロ         | 田中康郎                                                |                                                          |
| 三人組の男           | ジョン・ケリー           | 仲木隆司                                                |                                                          |
| 三人組の男           | アルマンド・シルベストレ | 若本紀昭                                                |                                                          |
| フアン               | デビッド・エストゥアルド |                                                         | 小幡研二                                                 |
| 不明 その他          | N/A                      | 清川元夢 緑川稔 国坂伸 宮下勝 塚田恵美子 巴菁子         | 村松康雄 池田勝 中島喜美栄 山岡葉子 原浩 叶年央 長堀芳夫 |
| 日本語吹替版スタッフ |                          |                                                         |                                                          |
| 演出                 | 演出                     | 春日正伸                                                | 福永莞爾                                                 |
| 翻訳                 | 翻訳                     | 宇津木道子                                              | 宇津木道子                                               |
| 調整                 | 調整                     | 山田太平                                                | 平野富夫                                                 |
| 効果                 | 効果                     | PAG                                                     | 野口仁 芦田公雄                                          |
| 選曲                 | 選曲                     | 赤塚不二夫                                              | 重秀彦                                                   |
| 解説                 | 解説                     | 児玉清                                                  | 倉益琢真                                                 |
| 制作                 | 制作                     | 東北新社                                                | 東北新社                                                 |
| 初回放送             | 初回放送                 | 1976年4月16日 『土曜映画劇場』 21:00-22:24 正味68分43秒 | 1978年6月8日 『木曜洋画劇場』 21:00-22:54                |

- NET版は初回放送時「イーストウッドの狼たちの荒野」という題で放映。
- NET版は現在、権利元が音源を紛失している。2016年にはフィールドワークスで当時の録画が一般公募されたことがあるが、この時は発見できなかった[3]。

## スタッフ
- 監督：ドン・シーゲル
- 脚本：アルバート・マルツ（英語版）
- 原案：バド・ベティカー（英語版）
- 製作：マーティン・ラッキン（英語版）、キャロル・ケイス
- 撮影：ガブリエル・フィゲロア（英語版）
- 編集：ロバート・F・シュグリュー（ドイツ語版）
- 音楽：エンニオ・モリコーネ

- サウンドトラック - エンニオ・モリコーネによる音楽、1970年リリース。